# Charles-Gaston Levadé
Charles-Gaston Levadé (Parigi, 3 gennaio 1869 – Cabourg, 27 ottobre 1948) è stato un compositore francese allievo di Jules Massenet. Vincitore del Grand Prix de Rome nel 1863, Levadé scrisse musica da camera, melodie, musica religiosa, drammi e opéra-comique. Ebbe molto successo per la sua epoca.

## Biografia
Levadé nacque nel 9° arrondissement di Parigi. All'età di 13 anni entrò al Conservatorio di Parigi dove seguì i corsi di solfeggio di Albert Lavignac, Charles de Bériot, Georges Mathias e Auguste Bazille. Qualche anno dopo, presso Lavignac, incontrò Erik Satie che gli dedicò una delle sue Ogives e una delle sue Gymnopédies. 

È stato allievo di Jules Massenet, di cui scrisse nel 1911, sulle Annales politiques et littéraires, il 17 dicembre 1911:
Dopo le dimissioni di Massenet nel 1896, Levadé frequentò le lezioni di Charles Lenepveu e nel 1899 ottenne il Grand Prix de Rome con la sua cantata Callirhoe su testo di Eugène Adénis.
Nel 1895 compose una pantomima giapponese: Coeur de magots, uno “sketch” presentato al “Grand Guignol” nel 1897 e un'opera da salotto nel 1903. Scrisse un'opera in tre atti: Gli eretici, una tragedia lirica su una poesia di Ferdinand Hérold. Nel 1908 compose la musica per La Courtisane de Corinthe, su testo di Michel Carré e Paul Bilhaud, che fu messa in scena nel 1908 da Sarah Bernhardt, poi Les Fiançailles de l'ami Fritz, su testo di Erckmann-Chatrian nel 1919.
Tra gli altri adattamenti musicali di testi letterari ricordiamo Le Capitaine Fracasse, libretto di Émile Bergerat e Michel Carré, commedia lirica tratta dall'omonimo romanzo di Théophile Gautier e nel 1929, La Peau de chagrin, commedia lirica in quattro atti tratta da Honoré de Balzac, libretto di Pierre Decourcelle e Michel Carré, poi La Rôtisserie de la reine Pédauque, commedia lirica in quattro atti basata sul romanzo di Anatole France nel 1934.
Levadé fu anche compositore di canzoni popolari (J'ai cueilli le lys, 1912), musica sinfonica, (Prélude religieux for string orchestra), ninna nanna per pianoforte e violino e musica religiosa: Prélude religieux pour órgano, Agnus Dei per coro, Psaume CXIII per solista, coro e orchestra.
Levadé morì a Cabourg il 27 ottobre 1948.

## Opere principali
- Antigone, cantata, 1893
- Clarisse Harlowe, cantata, 1895

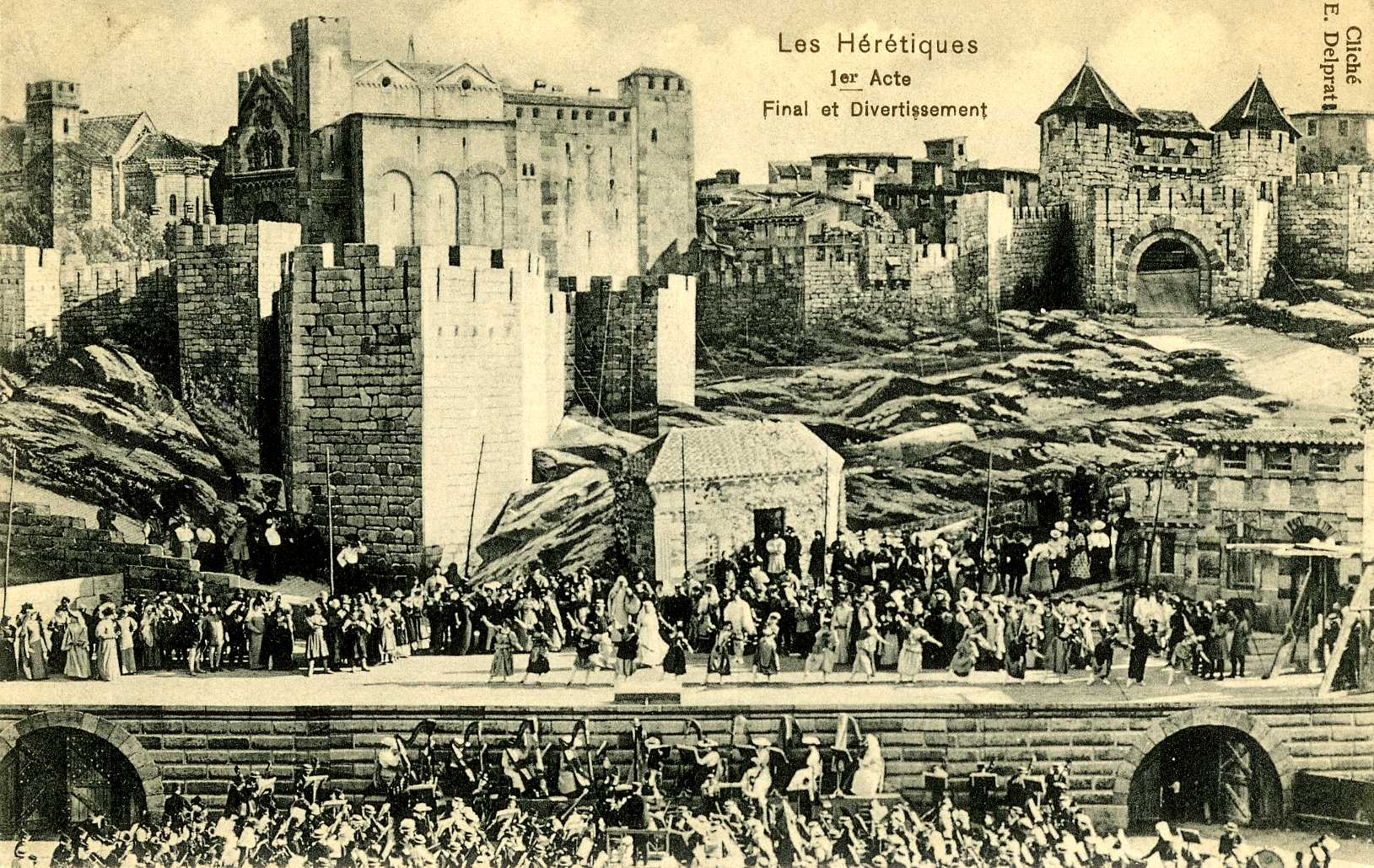
Les Hérétiques, Théâtre des Arènes à Béziers

- Cœur de Magots, pantomima giapponese, 1895
- Mélusine, cantata, 1896
- Hortense, couche-toi ! di Georges Courteline, Théâtre du Grand-Guignol, 1897
- Callirhoé, cantata, 1899
- L’amour d’Héliodora, Salon Opera, 1903
- Les Hérétiques, poema di Ferdinand Hérold, Théâtre des Arènes a Béziers,[3] libretto di Ferdinand Hérold. 1905
- Stage music for La Courtisane de Corinthe[4] di Michel Carré e Paul Bilhaud, 1908
- Les Fiançailles de l'ami Fritz di Jean-Marc d’Anthoine, 1919
- La Rôtisserie de la reine Pédauque, adattato da Georges Docquois, 1920
- Caroles de Noël, opera, 1923
- Sophie, Opera buffa da Louis Tiercelin, Georges Docquois e Alfred Aubert, 1923
- La Peau de chagrin, commedia lirica basata su La pelle di zigrino di Honoré de Balzac di Pierre Decourcelle e Michel Carré, 1929
- Le Capitaine Fracasse, commedia di Émile Bergerat e Michel Carré basata sull'omonimo romanzo di Théophile Gautier
- Prélude religieux per orchestra d'archi
- Danses alsaciennes per Grande Orchestra
- Feuilles d’album per Grande Orchestra
- Arrichino per pianoforte
- Berceuse per pianoforte e violino
- Prélude religieux per organo a canne
- Agnus Dei per coro
- Psaume CXIII per solisti, coro e orchestra